# Szoftverfejlesztési módszertanok
A szoftverfejlesztési módszertanok a szoftverkrízisre adott válaszként jelentek meg. Feladatuk a programozói munka szervezettebbé, módszeresebbé tétele. A módszertanok meghatározzák, hogy a szoftver életciklus lépései és tennivalói milyen sorrendben követik egymást. A módszertanok forgatókönyvének betartásával folyamatosan nyomon követhető, hogy egy adott szoftver fejlesztése melyik fázisnál tart. A szoftverfejlesztési módszertanokat nevezik még a szoftverfolyamat modelljeinek is.

## Típusok
Többféle osztályozás lehetséges.
Az életciklus fázisai szerint:
- lineáris (a lépések szigorúan egymás után következnek, nincs visszalépés az előző fázisra),
- spirális (a lépések finomodva ismétlődnek),
- iteratív vagy inkrementális (prototípus készül, és később ezt finomítják ismétlődő lépések során át).

Dokumentáltság szerint:
- könnyűsúlyú (lightweight) módszertan, mely kevés dokumentum készítését írja elő,
- nehézsúlyú (heavyweight) módszertan, mely kimerítő dokumentumok készítését írja elő.

Az alapján, hogy mit helyez a modell középpontjába a módszertan:
- adatközpontú,
- folyamatközpontú,
- követelményközpontú,
- használatieset-központú,
- tesztközpontú,
- felhasználóközpontú,
- emberközpontú,
- csapatközpontú.

A módszertanok között megtalálhatóak a nagy, hosszú ideig tartó projektek megvalósítására valók (pl. vízesésmodell, V-modell), a prototípus modellek, amelyek alkalmazása esetén a megrendelő nem csak a hosszú fejlesztési folyamat legvégén találkozik először a kifejlesztett szoftverrel, és az ezen alapuló iteratív és inkrementális módszertanok, pl. agilis szoftverfejlesztés.

## Lépések
A szoftver készítésének vannak ki nem kerülhető lépései, amelyek több-kevesebb súllyal minden módszertanban helyet kapnak, pl.
- Szoftverspecifikáció: a funkciók meghatározása.
- Tervezés
- Implementáció (megvalósítás)
- Tesztelés (validáció) - megfelel-e a szoftver a kívánalmaknak.
- Üzemeltetés és karbantartás[3]